# Stopplaats Lijnbaan
Stopplaats Lijnbaan (telegrafische code: lnb) is een voormalige stopplaats aan de Nederlandse spoorlijn Aalsmeer - Haarlem, destijds aangelegd en geëxploiteerd door de Hollandsche Electrische-Spoorweg-Maatschappij (HESM) als onderdeel van de Haarlemmermeerspoorlijnen. De stopplaats lag in Aalsmeer, ten noorden van de dorpskern, bij de Oosteinderweg, ten zuiden van de draaibrug over de ringvaart van de Haarlemmermeerpolder.
Aan de spoorlijn werd de stopplaats voorafgegaan door station Aalsmeer en gevolgd door halte Aalsmeerderweg in Rozenburg. Stopplaats Lijnbaan werd geopend op 2 augustus 1912 en gesloten op 22 mei 1932. Bij de stopplaats was een abri aanwezig, waar enkel op verzoek werd gestopt. Wachterswoning nummer 2 werd in 1955 gesloopt.